# Western Motorway

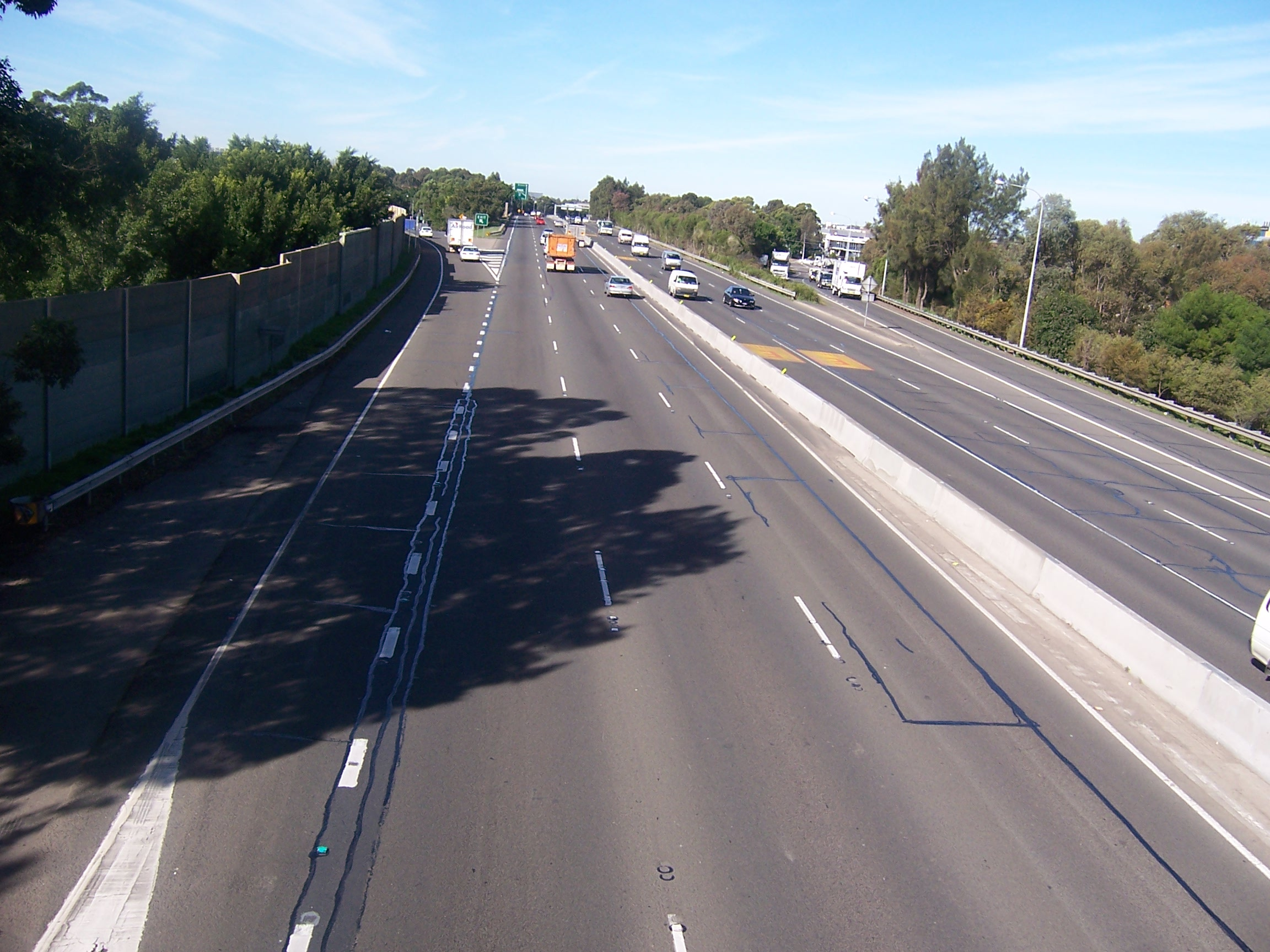
M4 von der Fußgängerbrücke in Silverwater aus

Der Western Motorway ist eine Stadtautobahn in den westlichen Vororten von Sydney im Osten des australischen Bundesstaates New South Wales. Die Mautstraße verbindet die Parramatta Road in North Strathfield mit dem Great Western Highway in Lapstone.

## Geschichte
Der Western Motorway entstand ursprünglich in verschiedenen Bauabschnitten als F4 Western Freeway zwischen dem Ende der 1960er-Jahre und Mitte der 1980er-Jahre. Finanzielle Probleme bewogen 1985 die Regierung unter Neville Wran dazu, den letzten Abschnitt zwischen Mays Hill und Prospect zurückzustellen. Im Dezember 1989 begann der Bau dieses Abschnittes als Betreibermodell. Im Gegenzug zur Finanzierung des Projektes wurde StateWide Roads, den Sieger der Ausschreibung das Recht zugestanden, Maut für den Abschnitt zwischen James Ruse Drive und Silverwater Road zu erheben, da in diesem Bereich das Verkehrsaufkommen wesentlich höher ist als auf der finanzierten Strecke Mays Hill–Prospect. Somit waren eine kürzere Mautperiode und geringere Mautbeträge realisierbar. Die Mautkonzession von StateWide Roads endete am 15. Februar 2010 und der Betrieb der Autobahn fiel an die Straßenverkehrsbehörde zurück.
Die Autobahn besitzt größtenteils sechs Fahrspuren und wird tagsüber an allen Wochentagen auch von Schwerverkehr genutzt. Ursprünglich hatte die Straße nur vier Fahrspuren, wurde aber zwischen 1998 und 2000 verbreitert. Allerdings führte dies nicht zu einer Auflösung der Verkehrsstaus. Auch eine weitere Verbreiterung würde die Situation wohl nicht verbessern, da sich die Staus wegen der fehlenden Verlängerung der Schnellstraße stadteinwärts so nur weiter östlich verschieben würden.
Ursprünglich sollte die Mitte der 1950er-Jahre geplante Schnellstraße im Stadtzentrum von Sydney beginnen, aber der östliche Streckenabschnitt wurde nur vom Stadtzentrum bis Pyrmont fertiggestellt, und diente als Teil des North West Expressway (Freeway-Korridor F3), der die Stadtzentren von Sydney und Newcastle verbinden sollte. Dieser Abschnitt gehört heute zum Western Distributor. Von dort sollte es mit dem Western Expressway (Freeway-Korridor F4) und dem Southern Expressway (Freeway-Korridor F6) in Glebe verbinden. Das westliche Ende des Western Freeway (so bezeichnet Ende der 1960er-Jahre) sollte in der Gegend des Michell's Pass durch Blaxland verlaufen, aber wegen Protesten und der Tatsache, dass die historische Lennox Bridge sehr nahe an der geplanten Route lag, beschloss man, die Route an der Russell Street in Emu Plains enden zu lassen, bis man eine bessere Lösung gefunden hätte. So umging man Lapstone Hill und vermied scharfe Kurven an der Einfahrt nach Glenbrook. Ab Dezember 1989 umging die Verlängerung des Freeways von der Russell Street nach Westen zum Great Western Highway beim Governors Drive den engen, kurvigen Abschnitt des Great Western Highway einschließlich der historischen Knapsack Bridge. Im Juni 1993 war der neue Autobahnabschnitt von Emu Plains nach Lapstone fertig.
Als Folge eines Wahlversprechens das Premierminister Neville Wran 1976 machte, wurden die für den Expressway reservierten Grundstücke zwischen Pyrmont und Strathfield an Bauträger verkauft und galten seit 1977 nicht mehr als für den Freeway reserviert.
Auf der Western Highway wurden die Marathonläufe der Olympischen Sommerspiele 2000 ausgetragen.

## Metroad 4 Ost
Eine Verlängerung der Metroad 4 wurde vorgeschlagen und die diesbezüglichen Pläne sind bereits weit fortgeschritten. Diese Verlängerung würde die Met-4 nach Osten über ihr jetziges Ende in Strathfield hinaus um ca. 5 km verlängern, sodass sie in Ashfield direkt an den City West Link anschließen würde. Ein weiterer Ausbau des City West Links würde einen kreuzungsfreien Weg vom Stadtzentrum Sydney bis nach Parramatta ermöglichen. Die Regierung von New South Wales hat kürzlich einen AU-$ 7,0 Mrd. teuren Plan zur Verknüpfung der Metroad 4 mit der Victoria Road, dem City West Link und dem Flughafen vorgestellt. Ein System von Tunneln soll dies bewerkstelligen.

## Kreuzungen und Anschlüsse
| Western Motorway                                                                          |                              |                             |                                                                                |
| Anschlüsse Richtung Westen                                                                | Entfernung nach Lithgow (km) | Entfernung nach Sydney (km) | Anschlüsse Richtung Osten                                                      |
| Ende Western Motorway weiter als Great Western Highway nach Katoomba / Lithgow / Bathurst | 84                           | 58                          | Beginn Western Motorway vom Great Western Highway                              |
| Lapstone Governors Drive                                                                  | 85                           | 57                          | keine Ausfahrt                                                                 |
| Leonay, Emu Plains Leonay Parade Russell Street                                           | 87                           | 55                          | Emu Plains, Leonay Russell Street Leonay Parade                                |
| Mulgoa, Penrith Mulgoa Road                                                               | 90                           | 52                          | Penrith, Mulgoa Mulgoa Road                                                    |
| Campbelltown, Windsor The Northern Road                                                   | 93                           | 49                          | Windsor, Campbelltown The Northern Road                                        |
| Liverpool, St Marys Mamre Road                                                            | 97                           | 45                          | St Marys, Liverpool Mamre Road                                                 |
| St Clair, Colyton Erskine Park Road Roper Road                                            | 101                          | 41                          | keine Ausfahrt                                                                 |
| Canberra, Newcastle, Brisbane WestLink                                                    | 105                          | 37                          | Liverpool, Rooty Hill Wallgrove Road                                           |
| Rooty Hill, Liverpool Wallgrove Road                                                      | 105                          | 37                          | Brisbane, Newcastle, Canberra WestLink                                         |
| Caltex Service Centre                                                                     | 107,5                        | 34,5                        | Caltex Service Centre                                                          |
| Blacktown Reservoir Road                                                                  | 108                          | 34                          | Blacktown Reservoir Road                                                       |
| Blacktown, Seven Hills Prospect Highway                                                   | 109                          | 33                          | Blacktown, Seven Hills Prospect Highway                                        |
| Smithfield, Wentworthville, Hornsby, Cumberland Highway                                   | 114                          | 28                          | Smithfield, Wentworthville, Hornsby, Cumberland Highway                        |
| South Wentworthville, Westmead Coleman Street                                             | 116                          | 26                          | keine Ausfahrt                                                                 |
| Merrylands, Parramatta Burnett Street                                                     | 118                          | 24                          | keine Ausfahrt                                                                 |
| keine Ausfahrt                                                                            | 120                          | 22                          | Parramatta, Auburn, Villawood Church Street Parramatta Road Woodville Road     |
| Seven Hills, Windsor James Ruse Drive                                                     | 121                          | 21                          | Seven Hills, Windsor James Ruse Drive                                          |
| FRÜHERE MAUTSTELLE                                                                        | 123                          | 19                          | FRÜHERE MAUTSTELLE                                                             |
| Newcastle, Hornsby, Carlingford, Bankstown, Menai, Wollongong Silverwater Road            | 124                          | 18                          | Newcastle, Hornsby, Carlingford, Bankstown, Menai, Wollongong Silverwater Road |
| keine Ausfahrt                                                                            | 125                          | 17                          | Homebush Bay Hill Road                                                         |
| Hurstville, Ryde, Mona Vale Homebush Bay Drive / Centenary Drive                          | 127                          | 15                          | Mona Vale, Ryde, Hurstville Homebush Bay Drive / Centenary Drive               |
| keine Ausfahrt                                                                            | 129                          | 13                          | Concord, Strathfield Concord Road                                              |
| Beginn Western Motorway von der Parramatta Road                                           | 130                          | 12                          | Ende Western Motorway weiter als Parramatta Road nach Sydney                   |